# Microplitis quadridentatus
Microplitis quadridentatus är en stekelart som först beskrevs av Léon Abel Provancher 1886.  Microplitis quadridentatus ingår i släktet Microplitis och familjen bracksteklar. Inga underarter finns listade i Catalogue of Life.